# Man Alive! (Film)
Man Alive! ist ein US-amerikanischer animierter Dokumentar-Kurzfilm von William T. Hurtz aus dem Jahr 1952, der für einen Oscar nominiert war.

## Inhalt
Der Film beschäftigt sich mit einem Mann namens Ed Parmalee, der Probleme, die er mit seinem Auto hat, ignoriert und dann selbst versucht, diese in den Griff zu bekommen, ohne einen guten Mechaniker zu Rate zu ziehen, der ihm fachmännisch weiterhelfen könnte. Analog dazu, aber mit eventuell noch schwerwiegenderen Folgen ignoriert er akute Magenprobleme, die mit Verdauungsstörungen einhergehen, ein Warnzeichen von Krebs. Hier kommt er selbst allerdings nicht weiter. Es ergibt sich die Frage, ob er sich seiner Angst stellt und einen Arzt aufsucht, der allein in der Lage ist, ihm zu sagen, ob er wirklich an Krebs erkrankt ist, wie er insgeheim befürchtet.
Schließlich sucht Ed doch eine Werkstatt auf und muss nun unverhältnismäßig viel bezahlen, was nicht nötig gewesen wäre, hätte er sein Auto bei den ersten Anzeichen reparieren lassen. Das gibt ihm zu denken, er will diesen Fehler nicht auch mit seinem Körper machen und sucht letztendlich einen Arzt auf. Dort wird er umfassend informiert und einige Mythen über Krebs werden entlarvt. Er erfährt außerdem, wie er sich das Wachstum von Krebszellen im Körper in etwa vorstellen muss, und die entscheidenden Gefahrensignale bei Krebs werden ihm erläutert. Empfohlen wird ihm zudem, sich einmal im Jahr durchchecken zu lassen. 

## Produktion, Veröffentlichung
Es handelt sich um eine Produktion der American Cancer Society, produziert von der United Productions of America (UPA). Der Film hatte in den USA am 1. Januar 1952 Premiere. 

## Auszeichnung
Stephen Bosustow war mit dem von ihm produzierten Film auf der Oscarverleihung 1953 in der Kategorie „Bester Dokumentar-Kurzfilm“ für einen Oscar nominiert, musste sich jedoch Norman McLaren und dem kanadischen Kurzfilm Neighbours geschlagen geben, der im Jahr 2007 von der UNESCO zum Weltdokumentenerbe erklärt wurde.